# Ochthebius aguilerai
Ochthebius aguilerai är en skalbaggsart som beskrevs av Ribera, Castro och Carles Hernando 2010. Ochthebius aguilerai ingår i släktet Ochthebius och familjen vattenbrynsbaggar. Inga underarter finns listade i Catalogue of Life.